# 三浦工務店
株式会社三浦工務店（みうらこうむてん）は東京都足立区に本社を置く建設会社。

## 沿革
- 1962年（昭和37年）－ 足立区にて、初代 三浦昭太郎が個人創業。
- 1963年（昭和38年）－ 有限会社三浦工務店 設立。
- 1971年（昭和46年）－ 株式会社へと移行。
- 1973年（昭和48年）－ 特定建設業許可（都）取得。
- 1987年（昭和62年）－ 千葉支店開設（千葉県市川市）。
- 1993年（平成5年）－ 埼玉支店開設（埼玉県八潮市）。
- 1996年（平成8年）－ 特定建設業許可（大臣）取得。
- 1996年（平成8年）－ 秋田支店開設（秋田県由利本荘市）。
- 2000年（平成12年）－ ISO9002 認証取得。
- 2002年（平成14年）－ ISO9002をISO9001へ移行。[2]
- 2005年（平成17年）－ ISO14001 認証取得。[3]
- 2017年（平成29年）－設立55周年

## 関連会社
- 株式会社サンコー・プランニング
- 株式会社三浦商事